# Стефан Додић
- Стефан Додић (Врање, 13. март 2003) српски је рукометаш који игра на позицији средњег бека. Тренутно наступа за Војводину и репрезентацију Србије.[1]

## Каријера
Каријеру је започео у родном Врању, а професионалну у другом тиму македонског Металургa Скопље II, да би од 2021. играо за њихов први тим. У периоду од 2019. до 2020. играо је за РК Аеродром на позајмици, након тога за Охрид, Вардар, пољски Виве Кјелце, а од 2022. на позајмици за хрватски клуб Загреб.
Додић је био најмлађи стрелац у историји Лиге шампиона и најмлађи дебитант у Сеха лиги, а изабран је за најкориснијег играча на јуниорском Европском првенству у Португалији.

## Трофеји и награде
- Суперлига Македоније

 - 2022
- Куп Македоније

 - 2022
- Европско јуниорско првенство (са репрезентацијом Србије)

 - 2022
- Најкориснији играч Европског јуниорског првенства у Португалу 2022.[6]